# La Fleur de l'âge (film, 2012)
Pour les articles homonymes, voir La Fleur de l'âge.
Pour plus de détails, voir Fiche technique et Distribution.
La Fleur de l'âge est une comédie française réalisée par Nick Quinn, sortie en 2012. C'est le dernier film d'Artus de Penguern, sorti de son vivant et qui meurt deux semaines après la sortie.

## Synopsis
Gaspard Dassonville (Pierre Arditi), 63 ans, est un homme débordé entre son métier de producteur / présentateur de télévision, et ses conquêtes féminines bien plus jeunes que lui, qui lui donnent l'illusion de ne pas vieillir. Tout son petit monde égoïste est remis en cause avec l'arrivée impromptue de son père Hubert (Jean-Pierre Marielle) devenu dépendant, dont il va devoir s'occuper.
Face à cet imprévu, Gaspard va devoir modifier son rythme de vie. Il commence par chercher une personne pour s'occuper de son père à plein temps, mais le caractère désagréable de ce dernier fait fuir toutes les aides. C'est alors que Gaspard va embaucher Zana Kotnic (Julie Ferrier), une aide-soignante improvisée et farfelue, qui va très rapidement réussir à amadouer Hubert. Père et fils tombent peu à peu sous le charme de la mystérieuse jeune femme, et apprennent à se redécouvrir.

## Fiche technique
Source IMDb
- Titre : La Fleur de l'âge
- Réalisation : Nick Quinn
- Scénario : Andreia Barbosa et Santiago Amigorena
- Directeur de la photographie : David Quesemand
- Ingénieur du son : Didier Sain, Hélène Le Morvan et Marie-Christine Ruh
- Montage : Stéphane Couturier et Scott Stevenson
- Musique : Jean-Pierre Arquié et Éric Neveux
- Producteur : Laurent Lavolé
  - Coproducteur et producteur associé : Alain Attal
- Production : Les Productions du Trésor, Gloria Films, Mars Films et Herodiade Films
- Distribution : Mars Distribution
- Pays d'origine :  France
- Langue : français
- Genre : comédie
- Durée : 83 minutes
- Dates de sortie :
  - France : 15 novembre 2012 (Festival du film d'Arras)
  - France : 23 mars 2013 (Festival du film de Valenciennes)
  - Suisse : 25 avril 2013 (en français)
  - France : 1er mai 2013
  - Belgique : 15 mai 2013

## Distribution
Source IMDb
- Pierre Arditi : Gaspard Dassonville, producteur et présentateur de télévision
- Jean-Pierre Marielle : Hubert Dassonville, père de Gaspard
- Julie Ferrier : Zana Kotnic, aide-soignante
- Audrey Fleurot : Marion Cappelaro
- Artus de Penguern : Joseph Tellier
- Rasha Bukvic : Stjepan Kotnic
- Thibault Vinçon : Fabrice Poulain
- Cyril Gueï : Cyril Cox
- Pierre Vernier : Maurice Renouard
- Élisabeth Vitali : Dr Moser
- Anne Benoît : Mme Courreau
- Sophie Meister : Barbara
- Agathe Natanson : Directrice de la maison de repos
- Laure Calamy : Sarah Chevalier
- Stéphane Krausz : Un cadreur
- Nina Mélo : Bernadette
- Serge Feuillard : Le voisin de chambrée excédé d'Hubert
- Sylvain Savard : Un chercheur invité